# Дильбази, Мирварид Паша кызы
Мирварид Паша гызы Дильбази (азерб. Mirvarid Paşa qızı Dilbazi; 19 августа 1912, Мусакей, Кавказское наместничество — 12 июля 2001, Баку) — азербайджанская поэтесса, народный поэт Азербайджанской ССР (1979).

## Биография
Мирварид Дильбази родилась 19 августа 1912 года в селе Мусакёй (ныне расположено в Газахском районе). В 1921 году семья поэтессы переехала в Баку. Здесь Мирварид поступила в женскую семинарию. 
После окончания семинарии Дильбази работала в качестве учительницы начальных классов в Баку и Губе. Спустя несколько лет Мирварид поступила в Азербайджанский педагогический институт. 
С 1934 по 1938 год работала в Фонде рукописей Академии Наук Азербайджанской ССР, с 1938 по 1940 год — в издательстве «Азернешр». 
В 1949 году являлась членом Советского комитета защиты мира.
Скончалась 12 июля 2001 года в Баку.

## Творчество
Начало литературной деятельности Мирварид Дильбази пришлось на вторую половину 20-х годов. Первое стихотворение Мирварид опубликованное в 1927 году в журнале «Огонь Октября» называлось «Свобода женщин» оно было опубликовано по случаю женского праздника 8 марта. Первая книга поэтессы издается в 1934 году. Она называлась «Наш голос». Затем в 1937 году выходит вторая книга под названием «Ранняя осень». Во время Великой Отечественной войны печатаются 7 книг Мирварид Дильбази, все они посвящены военно-патриотической тематике. После поэтических сборников «Первая весна» (1937) и «Письмо Бахару» (1940), уже в годы Великой Отечественной войны Дильбази выпускает книги «Песни», «Нефть» (1941), «Боевые песни для детей», «Камал», «Любовь к Родине», «Мать», «Терек», «Землянка», в которых обращается к мужественным защитникам Родины, вдохновляя их на ратный подвиг.
В послевоенные годы издаются сборники «Мой подарок» (1948), «Братья» (1952), «Избранные стихи» (1957), «Алжирская девушка», «Место воспоминаний» (1964), «Картинки жизни» (1967), «Избранные произведения» в 2-х томах и книги для детей. Главные мотивы этих произведений — любовь к родине, воспитание характера, честность, чувство дружбы и товарищество.
Творческое кредо поэтессы выражено в точных и емких словах одного из её поздних стихов:

Люди — это моя кровь и плоть,
Как мне жить без них? 

Не говори, что у меня ранена душа. 

Я издавна в этот край 

Влюблена, влюблена
Тематика стихов Дильбази многогранна: пафос созидательного труда в обществе, жизнь и быт людей, очарование природой родного края, критика прожигателей жизни, бездельников, взяточников, словом, тех кто нарушает гармонию жизни.
М. Дильбази — поэтесса, влюбленная в природу. В её стихах предстает природа Азербайджана во всем своем многоцветье.
Пядь за пядью обошла она Дилижанскую равнину, извилистые тропы Мусакоюна, где прошли её детские годы, гору Авей, родники Союгбулаха, величавые берега Акстафы-чая. Тонко, лирично она воспроизводит эти места в своих лирических произведениях. В стихах более позднего периода они всплывают то в виде воспоминаний юности то, как глашатай поэтических ощущений и чувств. Любовь к народу нашла своё отражение в стихотворении поэтессы «Мечта»:

Хотела бы сад я создать из мечты, 

Чтоб каждая мысль там росла как цветок.

Чтоб эти, рожденные сердцем, цветы

Убить обжигающий ветер не мог.

В подарок народу бы я принесла

И песню, и саз — все искусство мое,

И каждая строчка от сердца была б,

И вычеркнуть смерть не посмела б её!— Стихотворение «Мечта»
В 1970—1980-е годы выходят сборники «Когда мёрзнут фиалки», «Материнское крыло», «Эдельвейс», «Сезон сирени», «Избранные стихи», наконец, «Избранные стихи» в трех томах.
В последующие годы возрастает интерес М. Дильбази к эпической поэзии и широкосюжетным поэмам: «Мать Айши», «Агарзаев», «Новые страницы из дневника тяжелых дней» и.т.д.
Лейтмотив поэзии М.Дильбази взаимоотношения матери и детей. Материнская любовь незаменима, это неиссякаемый источник. Подобное ощущение пронизывает все «Материнские» стихи поэтессы: «Малыши», «Мое материнское сердце», «Диляра и Гюлара», «Совесть» и др. Идейно-эстетическому воспитанию детей посвящены рассказы «Прекрасная мама», «Бабушкины уроки», пьесы «Весна на Мугани», «Красивая Фатма».
Произведения поэтессы переведены на многие языки мира. Сама поэтесса тоже занималась переводческой деятельностью. Ею были переведены трагедия Эврипида «Ипполит», часть «Фархад и Ширин» Алишира Наваи, часть эпоса «Давид Сасунский», газели Низами Гянджеви, произведения А. С. Пушкина, Л. Н. Толстого, А. В. Сафронова, Н. С. Тихонова, Зульфии, С. В. Михалкова и других поэтов.

## Награды
- Орден Трудового Красного Знамени (17 августа 1982)
- 2 ордена «Знак Почёта» (31 января 1939, 9 июня 1959)
- Медаль «За трудовую доблесть»
- Заслуженный работник культуры Азербайджанской ССР (1976)
- Народный поэт Азербайджанской ССР (23 февраля 1979)[1]
- Орден «Истиглал» (18 августа 1997) — за большие заслуги в развитии азербайджанской литературы[2]